# Bahnhof Hamburg-Iserbrook
Der Bahnhof Hamburg-Iserbrook ist ein Haltepunkt der S-Bahn Hamburg im Hamburger Stadtteil Sülldorf. Es verkehrt dort die Linie S1.

## Geschichte
Die Dampfbahnlinie nach Wedel selbst wurde bereits 1883 eingerichtet, ein Bahnhof in Iserbrook war jedoch zu diesem Zeitpunkt noch nicht erforderlich, da die Besiedlung der Gegend erst in den 1910er und 1920er Jahren begann. Nach dem Zweiten Weltkrieg lebten viele Hamburger Stadtflüchtlinge in Nissenhütten im Viertel und es entstanden erste größere Wohnhäuser, so dass die Nachfrage nach einem Bahnhaltepunkt stieg. Der Haltepunkt wurde am 31. Oktober 1950 eröffnet, wenige Monate nachdem die Elektrifizierung der Bahnstrecke bis Sülldorf (und später bis Wedel) vollzogen wurde. 

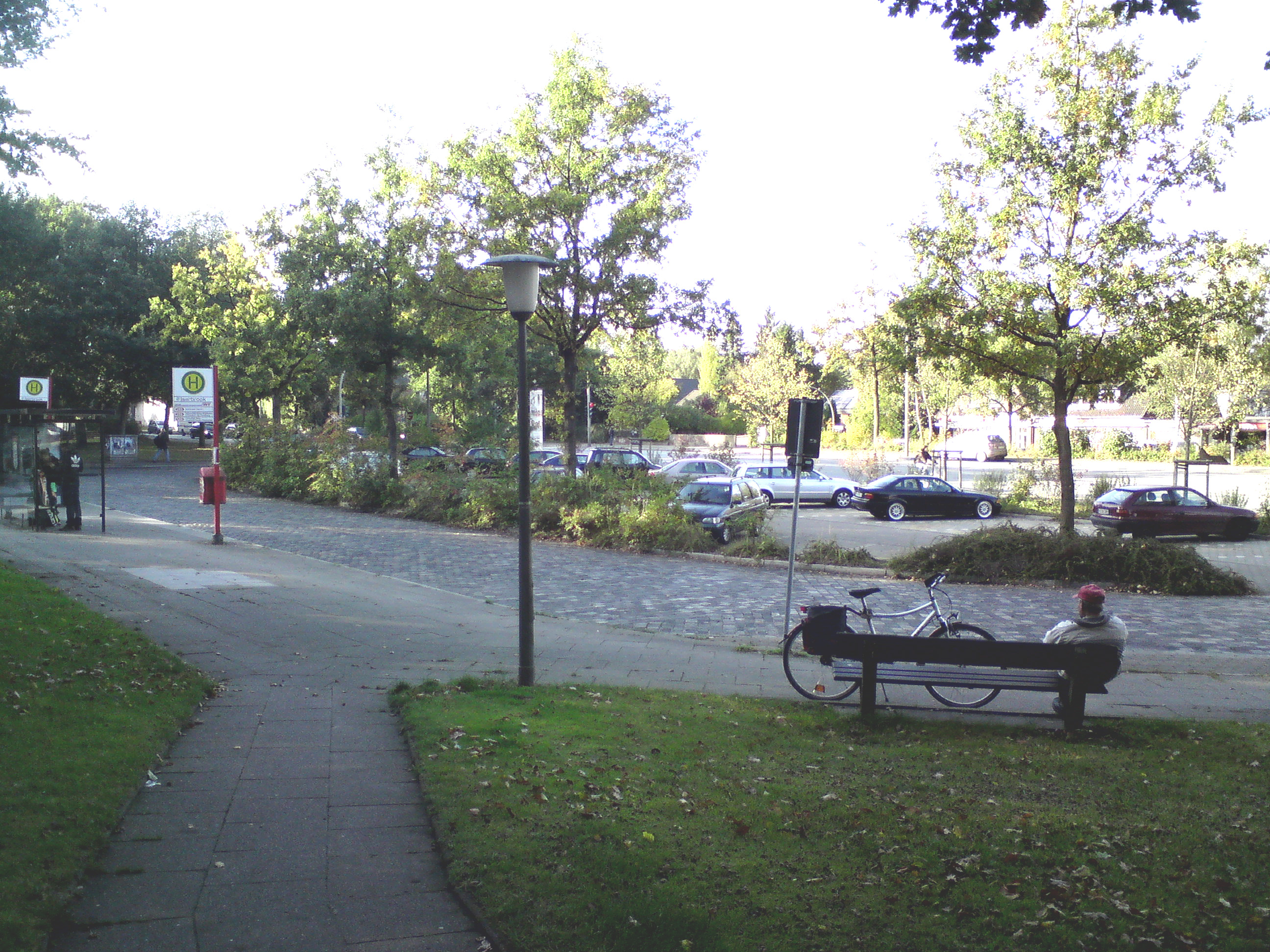
Der Busbahnhof in der Nähe, wo die Stadtbuslinie 285 und die Nachtbuslinie 621 halten.

In den 1970er Jahren wurde der Haltepunkt auf eine Dammlage versetzt und somit auch umgebaut, damit Bahnübergänge beseitigt werden konnten. Am 18. Mai 1978 wurde die Station dann nach mehreren Jahren Bauzeit eröffnet. Der alte Haltepunkt lag unmittelbar nördlich des neuen und konnte bis zu dessen Eröffnung genutzt werden. 2013 wurden die Kacheln im Zugangsgebäude erneuert. 2023 sollte eine umfangreiche Modernisierung einschließlich Zuwegungen und barrierefreiem Ausbau vollzogen werden. Allerdings wurde diese bislang nicht vollendet, Bahnsteig, Zugangsrampen und Bahnsteigdach nur teilweise oder provisorisch saniert (Stand April 2024). Aushänge weisen auf nötig gewordene „ergänzende Umplanungen“ hin.

## Lage
Die Haltestelle liegt in Dammlage, verfügt über einen Seitenbahnsteig und hat als einzige Station im gesamten S-Bahn-Netz nur ein Gleis. Der Bahnhof hat auf der westlichen Seite einen über zwei recht steile Rampen barrierefreien Zugang. Der östliche Hauptzugang weist eine Treppe auf und ist somit nicht barrierefrei.
Der Bahnhof ist hauptsächlich von Wohngebiet und etwas Grünfläche umgeben. Obwohl die Station nach dem Stadtteil Iserbrook benannt ist, liegt sie noch knapp im Stadtteil Sülldorf.

## Verkehr
| Linie | Verlauf |
| ----- | --- |
| S 1   | Wedel – Rissen – Sülldorf – Iserbrook – Blankenese – Hochkamp – Klein Flottbek – Othmarschen – Bahrenfeld – Ottensen – Altona – Königstraße – Reeperbahn – Landungsbrücken – Stadthausbrücke – Jungfernstieg – Hauptbahnhof – Berliner Tor – Landwehr – Hasselbrook – Wandsbeker Chaussee – Friedrichsberg – Barmbek – Alte Wöhr (Stadtpark) – Rübenkamp – Ohlsdorf \ Streckenast Poppenbüttel – Kornweg (Klein Borstel) – Hoheneichen – Wellingsbüttel – Poppenbüttel / Streckenast Flughafen – Hamburg Airport (Flughafen) |

Die S1 fährt an der Haltestelle im 10–Minuten–Takt bis 20-Minuten-Takt.
Die Stadtbuslinie 285 und die Nachtbuslinie 621 haben am Bahnhof eine Haltestelle.